# Malé Výkleky
Malé Výkleky é uma comuna checa localizada na região de Pardubice, distrito de Pardubice.